# Zámrsk (Polsko)
Zámrsk (polsky Zamarski, německy Zamarsk) je vesnice v jižním Polsku ve Slezském vojvodství v okrese Těšín v obci (gmině) Hažlach. Leží na území Těšínského Slezska v kopcovité krajině Slezského podhůří (centrum obce se rozkládá na kopci ve výšce 388 m nad mořem), asi 5 km severovýchodně od centra Těšína. Podle sčítání lidu v roce 2011 zde žilo 1 380 obyvatel, rozloha obce činí 8,64 km².

## Historie
Ves Zámrsk je jednou z nejstarších vsí na Těšínsku, první zmínka o ní pochází z roku 1233 v darovací listině vratislavského biskupa Vavřince Spasitelovu kostelu v Rybníku, kde se objevuje pod jménem Zamaishi mezi čtrnácti dalšími vesnicemi Těšínska. V 16. století patřil Zámrsk městu Těšínu, komu náležela ves mezitím se kvůli nedostatku písemných pramenů neví. V roce 1663 přešel do držení rodu Marklovských. Ti jej prodali 1718 hraběti Tenčínskému, zemskému starostovi Těšínského knížectví. Od roku 1731 jej vlastní hrabě Jindřich Vlček, od roku 1766 Radočtí a Trachové. R. 1802 se stává komorní vsí Těšínské komory. Od roku 1920 z rozhodnutí Konference velvyslanců se Zámrsk nachází na polském území.

## Pamětihodnosti
- Kostel svatého Rocha – dřevěný kostel z roku 1731[4]
- Evangelický kostel
- Stodola panského dvora – zděno-dřevěný objekt z 19. století[4]
- Dřevěný dům č. p. 123